# AB Elektrokoppar
AB Elekrokoppar  är ett svenskt metallindustriföretag med säte i Helsingborg. Det tillverkar kopparvals- och lindningstråd för den elektriska och elektroniska industrin.
AB Elektrokoppar grundades 1928, men har sina rötter från 1799 i Ruuthska bruket. Dess järngjuteri bytte på 1800-talet namn till Helsingborgs Mekaniska Verkstad och senare till Elektromekano. Det blev därefter en del av Asea. En del av dess verksamhet fortsatte från 1928 i Elektrokoppar, som ägdes från 1953 av Asea (75%) och Ericsson (25%), och från 1985 helt av Asea. År 1997 köptes AB Elektrokoppar av Industri Kapital. Det såldes 2007 vidare till Liljedahl Group och ingår där i Elcowire Group, som 2019 hade en omsättning på 7,8 miljarder kronor.
Produktionskapaciteten är omkring 150 000 ton valstråd per år.